# Papyrus 81
Papyrus 81 (nach Gregory-Aland mit Sigel {\displaystyle {\mathfrak {P}}}81 bezeichnet) ist eine frühe griechische Abschrift des Neuen Testaments. Dieses Papyrusmanuskript enthält einige Teile des 1. Petrusbriefes. Der verbleibende Text umfasst die Verse 1,20–3,1.4–12. Mittels Paläographie wurde er auf das 4. Jahrhundert datiert.
Der griechische Text des Kodex repräsentiert wahrscheinlich den Alexandrinischen Texttyp. Aland ordnete ihn wegen seines Alters in Kategorie II ein.
Die Handschrift befindet sich zurzeit im Eigentum von S. Daris (№ 20) in Trieste.